# あのコはだぁれ?
『あのコはだぁれ?』は、2024年7月19日に公開された日本映画。監督は清水崇、主演は本作が映画初主演となる渋谷凪咲。
夏休みの補習授業を受ける男女5人の教室で、いないはずの「あのコ」が怪奇と恐怖を巻き起こしていく姿が描かれる。

## 製作
監督の清水は「昨年GENERATIONSの皆さんと松竹さんと組んで『ミンナのウタ』という映画を作らせていただきました。そのDNAを継ぐ映画を作ろうと、同じスタッフが再集結し、一部同じキャストも呼び戻して、装い新たな企画を発想しました」と語っている。

## あらすじ
夏休みの中学校で君島ほのかは臨時教師として補習クラスを担当することになる。この学校では生徒たちの間で「あのコ」に見つかると殺されるという噂が囁かれていた。
補習を受けるのは 三浦瞳たち男女5人の生徒のはずだったが、生徒たちの中に本来教室に「いないはずの生徒」がいることに気付いてしまう。やがて、血のついた足跡が現れ、不穏なピアノのメロディと呪いの歌が聞こえてくる。そしてターゲットとなった者の名前が読み上げられていく。

## キャスト

### 主要人物
君島ほのか〈27〉
演 - 渋谷凪咲
中学校の夏期補習クラスを担当する臨時教師。さまざまな怪奇現象に巻き込まれてしまう。
三浦瞳〈15〉
演 - 早瀬憩
中学3年生。補習を受ける生徒。一緒にピアノを弾くなど、さなにシンパシーを感じていく。

### 夏期補習を受ける生徒
前川タケル〈15〉
演 - 山時聡真
瞳の同級生。瞳とともに怪奇現象の謎を追っていく。
島田蓮人〈15〉
演 - 荒木飛羽
瞳の同級生。
小日向まり〈15〉
演 - 今森茉耶
瞳の同級生。校舎の屋上から転落死してしまう。
阿部大樹〈15〉
演 - 蒼井旬
瞳の同級生。
高谷さな〈15〉
演 - 穂紫朋子
いないはずの生徒。さまざまな怪異を引き起こしていく。

### ほのかの関係者
七尾悠馬〈32〉
演 - 染谷将太
ほのかの恋人。養護施設教諭。ほのかとの待ち合わせ場所で交通事故に遭ってしまう。
川松良江
演 - 今井あずさ（32年前：堀桃子）
ほのかの勤務する中学校の校長。
中村育英〈45〉
演 - 松尾諭
先輩教師。

### 瞳たち生徒の関係者
三浦唯
演 - 小原正子（クワバタオハラ）（32年前：田口音羽）
瞳の母。
前川妙子
演 - 伊藤麻実子（32年前：シダヒナノ）
タケルの母。
糸井茂美
演 - 南山莉來
瞳とタケルの母のかつてのクラスメイト。32年前に校舎の屋上から転落死している。

### 高谷家
高谷詩織〈71〉
演 - 山川真里果
さなの母。
高谷洋一〈80〉
演 - 松木大輔
さなの父。
高谷俊雄
演 - 白鳥廉
さなの弟。
高谷トヨ
演 - まぁ
さなの祖母。

### 養護施設
悠馬が勤務する施設。
仁科恭子
演 - たくませいこ
施設長。
尚哉、美弥、拓海
演 - 嶋田鉄太、里元咲夏、松本孟徳
施設の子供たち。悠馬を慕っている。

### その他
権田継俊
演 - マキタスポーツ
元探偵。良江のかつての教え子。事件の鍵となるカセットレコーダーを持つ。
中務裕太（本人役）
演 - 中務裕太
ほのかに「取り込まれますよ」と忠告をする。

## スタッフ
- 監督 - 清水崇
- 原案・脚本 - 角田ルミ、清水崇[4]
- 音楽 - 小林うてな、南方裕里衣[9][4]
- 主題歌 - ヒグチアイ「誰」（ポニーキャニオン）[10]
- 製作 - 髙𣘺敏弘、木下直哉、藤原寛、中林千賀子、井田寛[4]
- エグゼクティブプロデューサー - 吉田繁暁[4]
- 企画 - 新垣弘隆[4]
- 企画・プロデューサー - 大庭闘志
- ユニットプロダクションマネージャー - 石田基紀[4]
- 撮影 - 大内泰[4]
- 美術 - 都築雄二[4]
- 照明 - 神野宏賢[4]
- 録音 - 原川慎平[4]
- 編集 - 鈴木理[4]
- 助監督 - 毛利安孝[4]
- ホラー担当 - 川松尚良[4]
- 制作担当 - 児嶋冬樹[4]
- 装飾 - 松田光畝[4]
- 衣装 - 及川英里子[4]
- ヘアメイク - 堀川貴世[4]
- 特殊造形・特殊デザイン - 百武朋[4]
- VFXスーパーバイザー - 鹿角剛[4]
- 音響効果 - 大塚智子[4]
- 音楽プロデューサー - 高石真美[4]
- スチール- 前田昭二
- 宣伝プロデューサー - 山崎栞
- アシスタントプロデューサー - 柳田裕介、前川盛哉[4]
- 制作プロダクション -  ブースタープロジェクト “PEEK A BOO films”[9]
- 制作協力 - 松竹撮影所、松竹映像センター
- 企画・配給 - 松竹
- 製作 -「あのコはだぁれ?」製作委員会（松竹、木下グループ、吉本興業、ブースタープロジェクト、松竹ブロードキャスティング）